# コレクタータンク
コレクタータンクはレーシングカーに使われる燃料タンクのひとつで、燃料ポンプが空気を吸うことを防止する。

## 概要
燃料タンクの容量に対して燃料の残量が少ない場合、競技車両などの特殊な走行環境では旋回時の遠心力や減速時の慣性力、あるいは大きく車体が傾いたときに燃料の液面から燃料ポンプの取り入れ口が露出し、空気を吸ってしまう可能性がある。燃料供給経路に空気が混入すると、エンジンの出力が低下するだけでなく、最悪の場合は焼き付きを起こしてしまう場合がある。コレクタータンクは高い遠心力などの環境の下でも燃料ポンプが空気を吸い込まないように設置される。
市販車両でも、燃料タンク内に仕切り（バッフルプレート）を設けたり、ポンプ付近のタンク底面を一段低くして空気の吸い込みをある程度は防止しているが、競技車両に発生する遠心力などに対しては不十分であるため、液面高さの変化が起こりにくい独立した小容量のタンクを設けて一時的に燃料を溜める構造がとられる。
燃料はメインタンクから「一次側ポンプ」あるいは「リフトポンプ」と呼ばれるポンプによってコレクタータンクに送られ、コレクタータンクから「二次側ポンプ」あるいは「メインポンプ」と呼ばれるポンプでエンジンに燃料が供給される。コレクタータンクは縦に細長い形状となっていて、強い遠心力を受けても液面が高い位置で保持され、二次側ポンプが空気を吸うことがないようにできている。一次側ポンプが空気を吸ってコレクタータンクへの供給が途絶えても、コレクタータンク容量は2 - 5リットル程度あり、短時間はコレクタータンクに溜められた燃料によりエンジンには安定して燃料が供給できる。